# Krithi Karanth
Krithi Karanth (Mangalore, Karnataka 3 de marzo de 1979) es una científica conservacionista india. 

## Biografía
Krithi Karanth creció en un ambiente familiar donde la investigación científica estaban presentes, porque su madre y su padre se dedican a ello. No obstante, pasaron años hasta que se decidió por el camino de la ciencia, tras su segundo curso en la Universidad de Florida y tener como mentor al doctor Michael Binford. Trabajó con él en un proyecto de teledetección de los cambios del uso del suelo en Tailandia que la llevó a desarrollar su capacidad de estudio y análisis de una situación científica real. También tuvo importancia la visita que realizó al Santuario de Vida Salvaje de Bhadra (Karnataka) para estudiar el reasentamiento voluntario.
Finalmente se licenció en Ciencias Medioambientales y Geografía en la Universidad de Florida (2001), realizó un máster en Ciencias Medioambientales en Yale (2003) y se doctoró en Ciencias y Políticas Medioambientales por la Universidad de Duke (2008).
Trabaja y dirige el Centro de Estudios de Vida Silvestre (CWS), Bangalore, donde es la Jefa de Conservación. Es profesora adjunta a la Universidad de Duke y del  Centro Nacional de Ciencias Biológicas.

## Trayectoria
El trabajo de Karanth no se centra solamente en la investigación y protección de la fauna salvaje, sino también en mitigar los conflictos entre seres humanos y fauna que afectan a ambas partes. Concretamente en la India, solamente se reserva el 5% de terreno salvaje a la fauna, por lo que en muchas ocasiones los animales entran en las granjas, destruyen propiedades y la población se queda sin sustento. Desde el proyecto Wildseve, Karanth, ayuda en las reclamaciones presentadas por las personas afectadas ante las autoridades (más de 7.000 familias) para obtener la compensación correspondiente. Además, recoge información sobre los impactos en el terreno, para tratar de reducir este tipo de conflictos.
La doctora Karanth lleva varias décadas de investigación en India y Asia, abarcando muchas y diversas cuestiones en las dimensiones humanas de la conservación de la vida silvestre. Sus estudios a nivel macro evalúan patrones de distribución y extinción de especies, los impactos y repercusiones del turismo de vida salvaje en las reservas con las consecuencias del reasentamiento voluntario. También incorporó a sus investigaciones las dimensiones ecológicas y sociales, sobre el cambio de uso de la tierra y las interacciones entre seres humanos y fauna.
A lo largo de su trayectoria fue mentora de más de 120 jóvenes estudiantes de ciencias y contrató alrededor de 500 personas voluntarias de ciencia ciudadana en sus proyectos de investigación y conservación.

### Publicaciones y divulgación
Sus publicaciones científicas y de divulgación están cercanas al centenar de artículos y también escribe cuentos infantiles. Formó parte de los consejos editoriales de las revistas Conservation Biology, Conservation Letters y Frontiers in Ecology and Environment.  
Más de 150 medios internacionales se interesaron e informaron sobre sus trabajos, como Al Jazeera Television, BBC, Christian Science Monitor, GQ India, Harper's Bazaar, Mongabay, Monocle, National Geographic, NPR, New York Times, Scientific America y Time Magazine. También los medios indios como como All India Radio, Deccan Chronicle, Deccan Herald, Down to Earth, Kannada Prabha, LiveMint, New Indian Express, Prajavani, The Hindu y Times of India. 
El trabajo de conservación e investigación de Karanth fue protagonista en tres series de la BBC ganadoras de premios: The Hunt, Big Cats and Dynasties, y documentales de CBC y PBS. Por su parte, produjo 3 documentales Wild Seve, Humane Highways y Wild Shaale. En diciembre de 2018 colaboró en el rodaje de la película From Killer Roads to Humane Highways, dirigida por Shekar Dattatri.
Aunque muchas mujeres entre 20 y 30 años manifiestan querer dedicarse a la conservación, la doctora Karanth comenta las dificultades que siguen encontrando especialmente ellasː
```
Te pasas 7 u 8 años obteniendo un máster y un doctorado, y haces trabajo de campo en condiciones muy difíciles. Y luego, cuando te reúnes con los funcionarios del gobierno, son despectivos con los científicos en general y con las mujeres aún más. Cuando estás realmente cualificada y llevas décadas en el campo, pero todavía tienes que defenderte, es ridículo. 
```

## Honores y premios
Karanth tiene más de 40 premios y reconocimientos, incluyendo los de Joven Líder Global del Foro Económico Mundial, Joven Exalumna Sobresaliente de la Universidad de Florida, INK Fellow, India's Power Women de Femina, Women of the Year de Elle India, Vogue Women of the Year y Thrive Conservation Leadership del Zoológico de Seattle.
- 2011ː becaria número 10,000 de la National Geographic Society
- 2012ː Exploradora Emergente de National Geographic en 2012.[3]

- 2012ː seleccionada como una de las mujeres poderosas de la India por Femina.
- 2013ː Incluida en las Mujeres del año por Elle India.
- 2019ː Premio Mujeres del Descubrimiento[6] otorgado por WINGS Worldquest, por sus contribuciones a la ciencia.
- 2019ː Premio Rolex a la iniciativa 2019.[7]

La doctora Krithi Karanth fue la primera mujer india y asiática galardonada con el premio WILD Innovator de 2021. Este premio otorgado por la "WILD ELEMENTS Foundation" reúne a una coalición de personas innovadoras, defensoras y asociadas para "romper el status quo e identificar soluciones para la conservación y la sostenibilidad global".